# Colette
Colette (tiếng Pháp: [kɔ.lɛt]) là bút danh của Sidonie-Gabrielle Colette - nữ tiểu thuyết gia người Pháp (28.1.1873 – 3.8.1954). Bà nổi tiếng về quyển tiểu thuyết Gigi, mà Alan Jay Lerner và Frederick Loewe đã dựa vào để viết cuốn phim và nhạc kịch mang cùng tên.

## Cuộc đời và Sự nghiệp

### Thời niên thiếu
Colette là con gái của viên sĩ quan nghỉ hưu Jules-Joseph Colette và vợ là Adèle Eugénie Sidonie "Sido" Colette (nhũ danh Landoy). Colette sinh tại Saint-Sauveur-en-Puisaye, Yonne, vùng Bourgogne-Franche-Comté của Pháp. Bà học dương cầm từ khi còn nhỏ và đậu bằng tiểu học với điểm cao về môn toán và chính tả.

### Kết hôn lần đầu
Năm 1893, ở tuổi 20, Colette kết hôn với Henry Gauthier-Villars, bút danh Willy - một nhà văn nổi tiếng thông minh dí dỏm - lớn hơn Colette 15 tuổi.
Bộ truyện đầu tiên của bà gồm 4 tập mang tên Claudine, được viết do sự khuyến khích của Villars.

### Quan hệ đồng tính luyến ái
Năm 1906, Colette bỏ ông chồng Gauthier-Villars không chung thủy, tới sống chung với nhà văn nữ người Mỹ Natalie Clifford Barney. Hai người có mối quan hệ tình ái ngắn, và họ giữ tình bạn suốt đời.
Colette vào làm việc ở các phòng nhạc Paris, dưới sự bảo trợ của nữ hầu tước Mathilde de Morny, biệt danh Missy, hai người có một mối quan hệ đồng tính lãng mạn. Năm 1907, Colette và Morny cùng diễn xuất trong một vở kịch câm tựa đề Rêve d'Égypte (Giấc mộng Ai Cập) ở Moulin Rouge. Nụ hôn trên sân khấu của họ gần như gây ra một cuộc náo loạn, đến nỗi người ta phải gọi cảnh sát tới để lập lại trật tự. Do vụ bê bối này, buổi trình diễn tiếp theo của vở Rêve d'Égypte đã bị cấm, và họ đã không có thể sống chung với nhau một cách công khai, mặc dù mối quan hệ của họ vẫn tiếp tục trong 5 năm. Trong thời gian này, Colette cũng có quan hệ tình dục khác giới với nhà văn Ý Gabriele d'Annunzio.

### Kết hôn lần thứ hai, dan díu với con trai riêng của chồng
Năm 1912, Colette tái kết hôn với Henri de Jouvenel, biên tập viên báo Le Matin (Buổi Sáng) . Họ có một con gái tên là Colette de Jouvenel . Colette de Jouvenel sau này nói rằng mẹ cô không muốn có con nên đã trao cô cho một vú nuôi người Anh chăm sóc, họa hiếm lắm mới tới thăm cô.
Năm 1914, Colette được yêu cầu viết một vở Múa Ba lê cho Opéra national de Paris, và bà đã phác thảo dưới tiêu đề "Divertissements pour ma fille". Tuy nhiên, sau khi bà chọn Maurice Ravel để viết phần nhạc, thì Ravel đã hình dung lại tác phẩm này như một vở opera, và bà cũng đã đồng ý. Năm 1918 Ravel đã nhận được bản lời opera tên L'enfant et les sortilèges của Colette, và ông đã soạn phần nhạc. Bản opera này được trình diễn lần đầu ngày 21.3.1925.
Trong thời Chiến tranh thế giới thứ nhất, Colette biến bất động sản của chồng ở Saint-Malo thành một bệnh viện để chữa trị cho những người bị thương, và bà đã được chính phủ Pháp trao tặng Bắc Đẩu Bội tinh hạng Chevalier năm 1920.
Năm 1924 bà và Henri de Jouvenel ly dị, sau một vụ dan díu yêu đương đầy tai tiếng với Bertrand de Jouvenel, 17 tuổi, con trai riêng của chồng.

### Kết hôn lần thứ ba

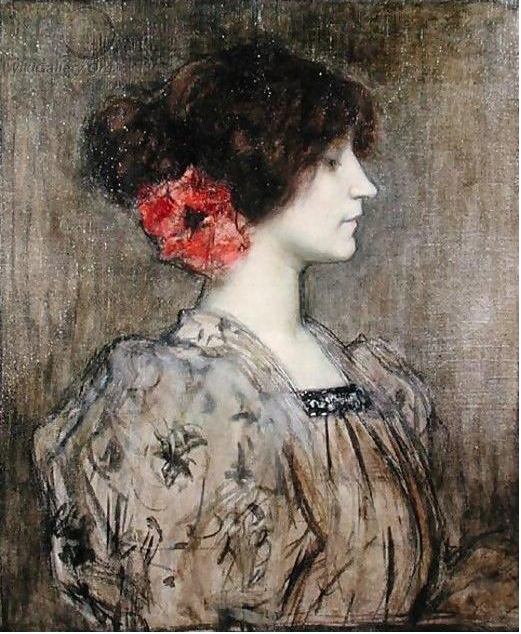
Colette, do Jacques Humbert vẽ khoảng năm 1896

Năm 1935, Colette tái kết hôn với Maurice Goudeket, người chú (bác/cậu) của Juliet Goudeket tự Jetta Goudal, và mang tên chính thức là "Sidonie Goudeket". Maurice Goudeket đã xuất bản một quyển sách nói về vợ mình, mang tên Close to Colette: An Intimate Portrait of a Woman of Genius. Bản dịch tiếng Anh được xuất bản năm 1957 bởi Farrar, Straus & Cudahy, New York.

### Tiếp tục viết
Năm 1920, Colette xuất bản quyển tiểu thuyết Chéri, nói về sự chấm dứt cuộc tình giữa cô điếm hạng sang lớn tuổi đã nghỉ hưu tên là Léa với một chàng trai trẻ được nuông chiều tên là Chéri.. Sau đó bà viết tiếp quyển La Fin de Chéri do nhà Flammarion xuất bản năm 1926. Ngày nay, quyển Chéri được coi là một kiệt tác của Colette, tuy nhiên thời đó quyển này đã gây nhiều tranh cãi, vì khung cảnh câu truyện - giới gái điếm quý phái Paris – và cũng bởi sách này mô tả Chéri theo chủ nghĩa khoái lạc.
Sau quyển Chéri, Colette chuyển sang lĩnh vực thơ xoay quanh Jean Cocteau - người mà sau này là hàng xóm của bà ở Jardins du Palais-Royal. Mối quan hệ và cuộc sống của họ được mô tả sinh động trong các tác phẩm của họ.
Trong Chiến tranh thế giới thứ hai, Colette vẫn ở lại Paris khi Đức Quốc xã chiếm đóng và tiếp tục viết "bởi vì, bà nói rằng bà phải kiếm sống". Quyển Gigi được viết trong thời gian này và được đặt trong cùng một khung cảnh Belle Epoque như quyển Chéri, đã trở thành một cuốn sách bán chạy bởi vì nó "đưa độc giả ra khỏi mối quan tâm hàng ngày của họ về những thiếu thốn trong thời kỳ chiến tranh và nguy hiểm". Những năm cuối đời, bà phải di chuyển bằng xe lăn, do Goudeket – mà bà gọi là "một vị thánh" – chăm sóc. Năm 1951 bà đã tham dự buổi chiếu ra mắt cuốn phim tài liệu về cuộc sống của mình, và khi chấm dứt cuốn phim, bà đã nói với Goudeket: "Tôi đã có một cuộc sống tươi đẹp biết bao!".
Khi qua đời, Colette đã để lại tổng cộng 50 tiểu thuyết đã xuất bản, trong đó nhiều quyển có những yếu tố tự truyện.
Quyển tiểu thuyết ngắn Gigi của bà đã được chuyển thể thành kịch trên sân khấu Broadway và thành phim mang cùng tên Gigi do Hollywood sản xuất với các ngôi sao Leslie Caron, Louis Jourdan và Maurice Chevalier.
Colette được cho là người có công phát hiện ra một Audrey Hepburn trẻ trung, vô danh - người mà bà đã nhắm chọn để đóng vai chính trong vở kịch Gigi ở sân khấu Broadway. Theo chính Hepburn, thì thời điểm đó cô đang cùng đoàn làm phim Monte Carlo Baby (1952) trú tại một khách sạn ở miền Nam nước Pháp để quay một cảnh ngắn tại địa phương, trong một vai nhỏ được phân công theo hợp đồng. Hepburn lúc đó chưa có tiếng tăm gì. Colette đã tình cờ nhìn thấy Hepburn đi bộ qua tiền sảnh của khách sạn, và ngay lập tức nói với bạn đồng hành của mình: "Đây là Gigi của tôi!".
Năm 2009, một kịch bản chuyển thể của Christopher Hampton gồm cả truyện Chéri và La Fin de Chéri đã được quay thành phim Chéri do các ngôi sao Michelle Pfeiffer, Rupert Friend và Kathy Bates đóng, và do Stephen Frears đạo diễn.
Một vở nhạc kịch tiền-Broadway, mới được Heidi Thomas chuyển thể (Call the Midwife, Cranford, Upstairs Downstairs) và do Eric D. Schaeffer đạo diễn (Follies, Million Dollar Quartet) sẽ được trình diễn ở Trung tâm Kennedy vào tháng 1 năm 2015.

## Vinh danh

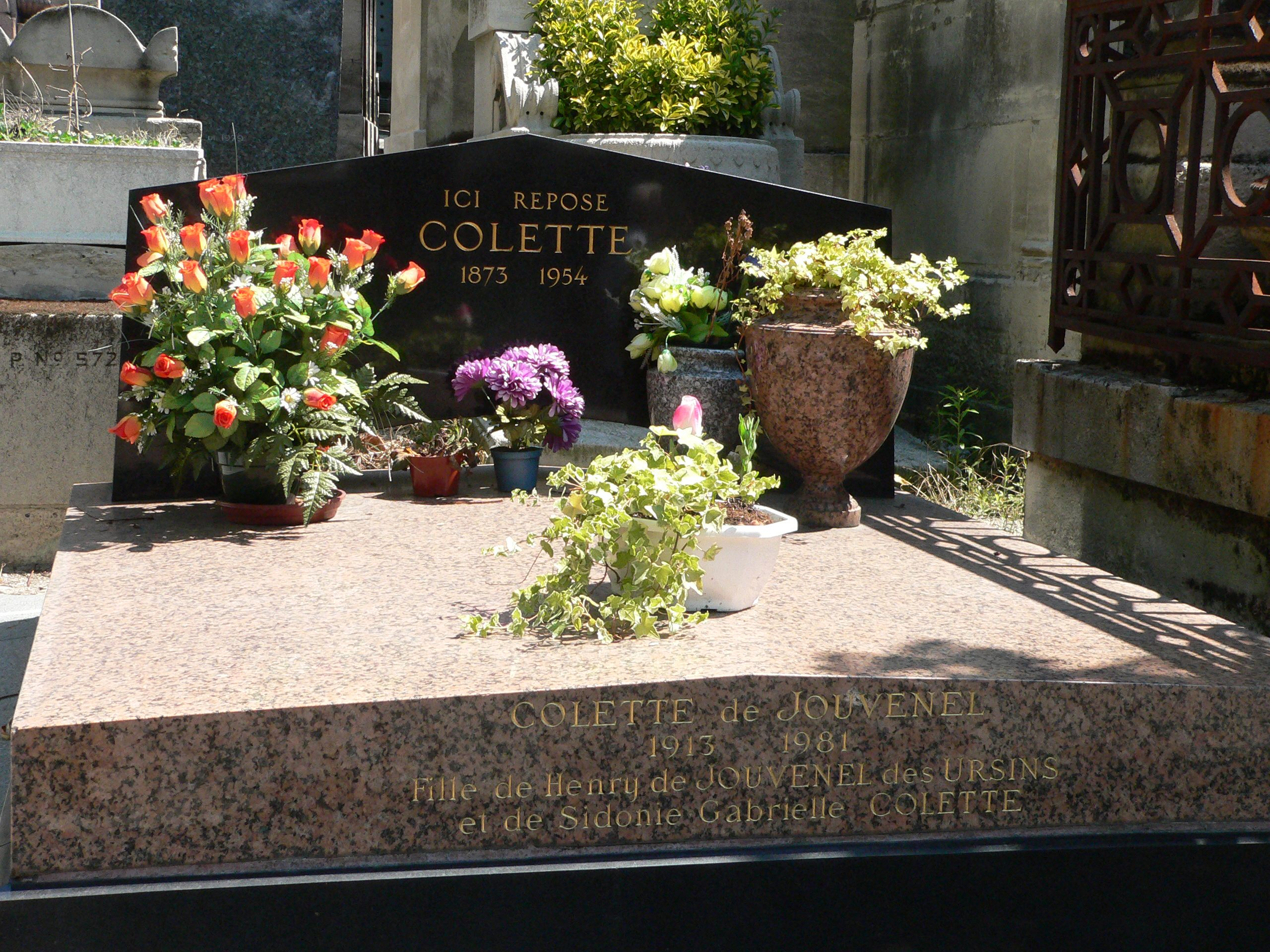
Mộ Colette tại Nghĩa trang Père-Lachaise

- Bà là viện sĩ của Viện hàn lâm Hoàng gia Bỉ về Ngôn ngữ và Văn học Pháp (1935)
- Nữ thành viên thứ nhì của Hội văn học Goncourt (1945)
- Chủ tịch Hội văn học Goncourt (1949)
- Bắc Đẩu Bội tinh hạng Chevalier (1920)
- Bắc Đẩu Bội tinh hạng Grand Officier (1953)
- Bà là người phụ nữ đầu tiên được cử hành lễ quốc táng ở Pháp và được mai táng ở Nghĩa trang Père-Lachaise, Paris - mặc dù bị từ chối các lễ nghi Công giáo do đã ly dị - vì đã có công che giấu các người bạn Do Thái và chồng mình trên tầng gác xép sát mái nhà trong thời Đức Quốc xã chiếm đóng Pháp[14][15].
- Nữ ca sĩ kiêm người viết ca khúc Rosanne Cash đã viết ca khúc "The Summer I Read Colette" trong album 10 Song Demo (1996) của mình để tỏ lòng ngưỡng mộ bà.
- Truman Capote đã viết truyện ngắn "The White Rose" (1970) về bà.
- Năm 2012, la Monnaie de Paris đã phát hành đồng tiền kim loại 10 euro bằng bạc có hình Colette.
- Trung tâm nghiên cứu Colette của Pháp có nhiều đề tài liên quan tới cuộc đời của Colette.[1]
- Tiến sĩ Jane Gilmour đã viết quyển Colette’s France: Her Lives, Her Loves (Hardie Grant Books), nói về cuộc đời của Colette xuyên suốt các nơi mà bà đã từng sống[1]
- Trường Trung học cơ sở Colette là ngôi trường ở Quận 3, Thành phố Hồ Chí Minh, Việt Nam, có bề dày thành tích trong việc dạy và học không chỉ của quận mà còn của thành phố.[16]

## Tác phẩm
- 1900: Claudine à l'école
- 1901: Claudine à Paris
- 1902: Claudine en ménage
- 1903: Claudine s'en va
- 1904: Minne
- 1904: Dialogues de bêtes
- 1907: La Retraite sentimentale
- 1908: Les Vrilles de la vigne (tập truyện ngắn)
- 1909: L'Ingénue libertine
- 1910: La Vagabonde
- 1913: L'Entrave
- 1913: L'Envers du music-hall
- 1916: La Paix chez les bêtes
- 1917: Les Heures longues
- 1918: Dans la foule
- 1919: Mitsou ou Comment l'esprit vient aux filles
- 1920: Chéri
- 1922: La Chambre éclairée (tập hợp các bài đăng trên báo vào cuối Chiến tranh thế giới thứ nhất)
- 1922: La Maison de Claudine
- 1923: Le Blé en herbe
- 1924: La Femme cachée (tập truyện ngắn)
- 1925: L'Enfant et les Sortilèges (Lời Khúc phóng túng, nhạc của Maurice Ravel)
- 1926: La Fin de Chéri
- 1928: La Naissance du jour
- 1929: La Seconde
- 1930: Sido
- 1932: Le Pur et l'Impur
- 1933: La Chatte
- 1934: Duo
- 1936: Mes apprentissages
- 1936: Splendeur des papillons, Librairie Plon
- 1937: Bella-Vista
- 1938: La Jumelle noire (4 tập phê bình văn học và điện ảnh: tập I (1934), tập II (1935), tập III (1937), tập IV (1938))
- 1939: Le Toutounier
- 1940: Chambre d'hôtel
- 1943: Le Képi
- 1943: Nudité
- 1944: Gigi
- 1946: L'Étoile Vesper
- 1941: Julie de Carneilhan
- 1941: Journal à rebours
- 1944: Paris de ma fenêtre
- 1949: Le Fanal bleu
- 1953: Paradis Terrestre

Di cảo
- 1958: Belles Saisons (Nhà xuất bản. Flammarion).
- 1958: Paysages et Portraits (Nhà xuất bản. Flammarion).

### Thư tín
- 2003: Lettres à sa fille (1916-1953), réunies, présentées et annotées par Anne de Jouvenel, Gallimard, collection Blanche. (Réédition Gallimard, collection Folio (No 4309), 2006).
- 2009: Lettres à Missy, édition présentée et annotée par Samia Bordji et Frédéric Maget, Paris, Flammarion.
- 2004: Colette Lettres à Tonton (1942-1947) réunies par Robert D., édition établie par François Saint Hilaire, Éditions Mille et une nuits Colette n°437
- 2012: Sido, Lettres à Colette, édition présentée et annotée par Gérard Bonal, éditions Phébus.
- 2014: Un bien grand amour. Lettres de Colette à Musidora, présentées par Gérard Bonal, L'Herne.

### Các ấn phẩm khác sau khi qua đời
- 1992: Histoires pour Bel-Gazou (tập truyện), Nhà xuất bản. Hachette, Minh họa Alain Millerand
- 2010: Colette journaliste: Chroniques et reportages (1893-1945), inédit. Présentation de G. Bonal et F. Maget.
- 2011: J'aime être gourmande, présentation de G. Bonal et F. Maget - introduction de G. Martin, coll. Carnets, L’Herne, Paris.

## Các chuyển thể từ tác phẩm của Colette

### Điện ảnh
- 1917: Claudine à l'école
- 1917: Claudine en ménage
- 1917: Claudine s'en va
- 1918: La Vagabonde (La vagabonda)
- 1937: Claudine à l'école
- 1949: Gigi
- 1950: Julie de Carneilhan
- 1950: Minne, l'ingénue libertine
- 1950: Chéri de  Pierre Billon
- 1954: Le Blé en herbe
- 1956: Mitsou
- 1958: Gigi của Vincente Minelli do Leslie Caron đóng vai chính
- 2009: Chéri của Stephen Frears do Michelle Pfeiffer đóng vai chính

### Truyền hình
- 1962: Chéri (phim truyền hình)
- 1978: Claudine à l'école (phim truyền hình)
- 1978: Claudine à Paris (phim truyền hình)
- 1978: Claudine en ménage (phim truyền hình)
- 1978: Claudine s'en va (phim truyền hình)
- 1980: La Naissance du jour (phim truyền hình)
- 1990: Julie de Carneilhan (phim truyền hình)
- 2004: Colette, une femme libre của Nadine Trintignant avec Marie Trintignant

### Kịch
- 1953: Le Ciel de lit của Jan de Hartog, théâtre de la Michodière
- 2010: Mitsou của Cécile Jaquemet, Cave Poésie